# Abdelkader Ouaraghli
Abdelkader Ouaraghli (inne podawane imiona to Ahmed Abdel i Abdellah) (ur. 1943) – marokański piłkarz grający na pozycji bramkarza.

## Kariera klubowa
Abdelkader Ouaraghli podczas kariery piłkarskiej występował w klubie Wydad Casablanca.

## Kariera reprezentacyjna
W reprezentacji Maroka Abdelkader Ouaraghli grał w na przełomie lat sześćdziesiątych i siedemdziesiątych.
W 1970 roku uczestniczył w Mistrzostwach Świata 1970.
Na Mundialu w Meksyku Ouaraghli był rezerwowym zawodnikiem i wystąpił tylko w ostatnim meczu Maroka z Bułgarią.